# ファルサ
ファルサ（イタリア語：farsa, 複数形：farse、or farsetta）とは、18世紀後期および19世紀初期のヴェネツィアに関連したオペラの1ジャンル。「farsa」とは「笑劇」の意味。

## 概略
ファルサは通常、一幕のオペラで、時には短いバレエが一緒に上演された。記録に残っているものの多くは、ヴェネツィアのサン・モイゼ劇場（Teatro San Moisé）で、多くはカーニヴァルの時に上演されたものである。音楽的には、ドラマ・ジョコーソから派生したものだが、フランスのComédie mêlée d'ariettes（オペラ・コミックの1形式で、短いアリアの混じった喜劇）など、他のものからも影響を受けている。

## 作品
18世紀のオリジナルのファルサで現在も上演されているのは少ししかない。しかし、19世紀のものでは、ロッシーニの書いた5つのファルサがある。
- 結婚手形（La cambiale di matrimonio, 1810年）
- 幸せな間違い（L'inganno felice, 1812年）
- 絹のはしご（La scala di seta, 1812年）
- ブルスキーノ氏（Il signor Bruschino, 1813年）
- アディーナ（Adina, 1818年）

さらに、ロッシーニの『成り行き泥棒』（L'occasione fa il ladro, 1812年）も名前は違うが（Burletta per musica）、事実上ファルサである。